# Дино Де Лаурентис
Дино Де Лаурентис (на италиански: Dino De Laurentiis) е италиански кинопродуцент. 

## Биография
След Втората световна война Де Лаурентис напуска Неапол и заедно с Карло Понти създават филмово студио в Рим. Той продуцира неореалистични филми с участието на съпругата си, италианската суперзвезда Силвана Мангано, като „Горчив орис“ (1949). Работата по филмите на Федерико Фелини „Пътят“ (1954) и „Нощите на Кабирия“ (1956) му донася световна слава.
От 1960-те години дейността му излиза извън границите на Италия. Работи с редица водещи европейски режисьори – Лукино Висконти „Невинният“, Пиер Паоло Пазолини „Вещиците“, Ингмар Бергман „Змийското яйце“, Жан-Люк Годар „Лудият Пиеро“, Роже Вадим Barbrela, Сергей Бондарчук „Ватерло“, Елдар Рязанов „Невероятните приключения на италианците в Русия“ и Милош Форман „Рагтайм“.
След преместването си в САЩ продуцира известни трилъри и блокбастъри, като „Серпико“ (1973). Два пъти той си сътрудничи с Дейвид Линч – по филмите „Дюн“ (1984) и „Синьо кадифе“ (1986). През 2000 г. той продуцира известния исторически блокбъстър на Ридли Скот „Гладиатор“. Де Лаурентис е режисирал адаптации на много от романите на Стивън Кинг и всички филми за Ханибал Лектър (с изключение на филма „Мълчанието на агнетата“).
На 10 ноември 2010 Де Лаурентис умира в Лос Анджелис на 91 години.

## Избрани филми
| година | филм                     | оригинално заглавие           | режисьор                                    | бележки |
| ------ | ------------------------ | ----------------------------- | ------------------------------------------- | ------- |
| 1949   | Горчив ориз              | Riso Amaro                    | Джузепе Де Сантис                           |         |
| 1954   | Пътят                    | La Strada                     | Федерико Фелини                             |         |
| 1956   | Нощите на Кабирия        | Le notti di Cabiria           | Федерико Фелини                             |         |
| 1959   | Голямата война           | La grande guerra              | Марио Моничели                              |         |
| 1961   | Труден живот             | Una vita difficile            | Дино Ризи                                   |         |
| 1962   | Мафиозо                  | Mafioso                       | Алберто Латуада                             |         |
| 1967   | Вещиците                 | Le streghe                    | Висконти, Болонини, Пазолини, Роси, Де Сика |         |
| 1976   | Невинният                | L'innocente                   | Лукино Висконти                             |         |
| 1982   | Амитивил 2: Обладаването | Amityville II: The Possession | Дамяно Дамяни                               |         |
| 1997   | Инцидентът               | Breakdown                     | Джонатан Мостоу                             |         |